# Fontenay-sur-Mer
Fontenay-sur-Mer és un municipi francès situat al departament de la Manche i a la regió de Normandia. L'any 2007 tenia 186 habitants.

## Demografia

### Població
El 2007 la població de fet de Fontenay-sur-Mer era de 186 persones. Hi havia 70 famílies de les quals 16 eren unipersonals (12 homes vivint sols i 4 dones vivint soles), 29 parelles sense fills i 25 parelles amb fills.
La població ha evolucionat segons el següent gràfic:
Habitants censats

### Habitatges
El 2007 hi havia 111 habitatges, 73 eren l'habitatge principal de la família, 34 eren segones residències i 4 estaven desocupats. Tots els 111 habitatges eren cases. Dels 73 habitatges principals, 65 estaven ocupats pels seus propietaris, 7 estaven llogats i ocupats pels llogaters i 1 estava cedit a títol gratuït; 6 tenien dues cambres, 6 en tenien tres, 15 en tenien quatre i 45 en tenien cinc o més. 64 habitatges disposaven pel capbaix d'una plaça de pàrquing. A 30 habitatges hi havia un automòbil i a 41 n'hi havia dos o més.

### Piràmide de població
La piràmide de població per edats i sexe el 2009 era:
| Homes | Edats   | Dones |
| ----- | ------- | ----- |
| 0     | 95 o +  | 0     |
| 0     | 90 a 94 | 0     |
| 0     | 85 a 89 | 4     |
| 0     | 80 a 84 | 0     |
| 12    | 75 a 79 | 0     |
| 4     | 70 a 74 | 12    |
| 12    | 65 a 69 | 4     |
| 0     | 60 a 64 | 8     |
| 4     | 55 a 59 | 0     |
| 4     | 50 a 54 | 0     |
| 8     | 45 a 49 | 0     |
| 4     | 40 a 44 | 4     |
| 8     | 35 a 39 | 8     |
| 12    | 30 a 34 | 12    |
| 0     | 25 a 29 | 4     |
| 0     | 20 a 24 | 0     |
| 8     | 15 a 19 | 0     |
| 4     | 10 a 14 | 12    |
| 12    | 5 a 9   | 8     |
| 0     | 0 a 4   | 4     |

## Economia
El 2007 la població en edat de treballar era de 113 persones, 73 eren actives i 40 eren inactives. De les 73 persones actives 62 estaven ocupades (38 homes i 24 dones) i 11 estaven aturades (7 homes i 4 dones). De les 40 persones inactives 16 estaven jubilades, 8 estaven estudiant i 16 estaven classificades com a «altres inactius».

### Ingressos
El 2009 a Fontenay-sur-Mer hi havia 74 unitats fiscals que integraven 176 persones, la mediana anual d'ingressos fiscals per persona era de 16.516 €.

### Activitats econòmiques
Dels 5 establiments que hi havia el 2007, 3 eren d'empreses de comerç i reparació d'automòbils, 1 d'una empresa de serveis i 1 d'una entitat de l'administració pública.
L'any 2000 a Fontenay-sur-Mer hi havia 11 explotacions agrícoles que ocupaven un total de 732 hectàrees.

## Poblacions més properes
El següent diagrama mostra les poblacions més properes.